# 宋庄镇 (蔚县)
宋家庄镇是中国河北省张家口市蔚县下辖的一个镇。

## 行政区划
宋家庄镇下辖宋家庄村、北口村、郑家庄村、上苏庄村、石荒村、邀渠村、王良庄村、辛落塔村、朱家庄村、大固城村、小固城村、西大云疃村、高院墙村、西李家碾村、黑堡子村、西柳林北堡村、西柳林南堡村、大探口村、邢家庄村、吕家庄村、崔家庄村、南方城村、小洼村、西高庄子村、岔道村、尖山村、嗅水盆村。